# Joaquim da Costa Bandeira
Joaquim da Costa Bandeira (Viana do Castelo (Santa Maria Maior), 11 de dezembro de 1796 – Lisboa, 24 de dezembro de 1856), 2.º barão, 1.º visconde e 1.º conde de Porto Covo da Bandeira, foi um empresário, banqueiro e político que, entre outras funções de relevo, foi presidente da Câmara Municipal de Lisboa, Par do Reino e Ministro da Fazenda do efémero governo que ficaria conhecido pelo Gabinete dos Mortos. Foi o primeiro presidente do Banco de Portugal, entidade criada pela fusão do Banco de Lisboa e da Companhia Confiança Nacional, decretada em 19 de novembro de 1846.

## Biografia
Joaquim da Costa Bandeira nasceu em Viana do Castelo, filho de João da Costa, proprietário, e de Maria Josefa Cristina Bandeira. Herdou a grande casa comercial de seu irmão, que a recebera do tio, o grande negociante Jacinto Fernandes Bandeira, o 1.º barão de Porto Covo da Bandeira, e administrou-a com grande sucesso, conseguindo aumentar a fortuna.
Foi o primeiro presidente da direcção do Banco de Lisboa, nomeado logo após a fundação da instituição em 20 de março de 1821. Em 27 de setembro de 1824 assumiu a presidência da Comissão para os Socorros aos Emigrados do Brasil.
Em 17 de Janeiro de 1826, foram-lhe concedidas as honras de exercício no Paço e, por decreto de 23 de 1827, foi agraciado com a carta de conselho. Foi deputado da Junta dos Reais Empréstimos e presidente da Comissão para dar Auxílios a Estabelecimentos de Caridade. Por nomeação de 6 de julho de 1833 integrou a Comissão do Tesouro Público e a comissão ad hoc para conhecimento do estado da dívida externa consolidada.
Foi elevado a par do Reino em 1835, passando a integrar a Câmara dos Pares das Cortes. Em 1836 foi Ministro e Secretário de Eatado dos Negócios da Fazenda do efémero governo saído da Belenzada, que ficaria conhecido pelo Gabinete dos Mortos, mantendo-se no governo apenas entre os dias 4 e 6 de novembro.
Com clara predilecção pelas distinções nobiliárquicas, tratou de obter carta de brasão de armas, que lhe foi concedida em 6 de abril de 1821. Obteve a concessão de se encartar na segunda vida do título de barão de Porto Covo da Bandeira, com que o tio fora agraciado em 1805, o que obteve por decreto de 26 de fevereiro de 1822. Tendo obtido a mercê de fidalgo cavaleiro em 3 de janeiro de 1823, foi feito 1.º visconde de Porto Covo da Bandeira por decreto de 19 de janeiro de 1835, do rei D. João VI. Foi elevado a 1.º conde de Porto Covo da Bandeira em 15 de setembro de 1843. Quando faleceu sem geração, o título de conde de Porto Covo da Bandeira passou para seu primo Félix Bernardino da Costa Lobo, neto materno de um irmão de João da Costa Guimarães, que passou a usar o apelido Bandeira.
Foi senhor de Porto Covo e comendador da Ordem de Cristo.